# Komabangou
Komabangou (auch: Komabangou Site, Koma Bangou, Kombabangou, Komba Bangou) ist eine Bergbausiedlung in der Landgemeinde Kokorou in Niger. Sie entstand an der Wende vom 20. zum 21. Jahrhundert durch den Zuzug von Goldsuchern und hatte zeitweise bis zu 50.000 Einwohner.

## Geographie
Der Ortsname Komabangou bedeutet „Becken mit rotem Ton“. Die Siedlung befindet sich etwa 18 Kilometer südöstlich von Kokorou, dem Hauptort der gleichnamigen Landgemeinde, die zum Departement Téra in der Region Tillabéri gehört. Zu den größeren Dörfern in der weiteren Umgebung von Komabangou zählt das rund 20 Kilometer entfernte Bandio im Süden. Die Hauptstadt Niamey liegt etwa 120 Kilometer weiter im Südosten. Komabangou ist Teil der Sahelzone. Die Temperaturen können untertags 45 °C erreichen.

## Entstehung
Das staatliche Bergbauamt Office National des Ressources Minières entdeckte 1985 im Gebiet von Komabangou Goldvorkommen. Der Ertrag wurde auf 15 bis 200 Gramm Gold je Tonne Gestein geschätzt, bei einer Gesamtmenge von 12,5 Tonnen Gold. Die Entdeckung zog eine erste Welle Goldsucher an. Das kanadische Unternehmen Etruscan Resources erhielt im Mai 1994 eine Konzession von der Regierung Nigers und führte eine Machbarkeitsstudie durch, die ergab, dass eine Ausbeutung unter wirtschaftlichen Gesichtspunkten für das Unternehmen nicht sinnvoll war. Trotz der weiterhin aufrechten Konzession von Etruscan Resources wurde Komabangou daraufhin dauerhaft von Goldsuchern aus Niger und anderen westafrikanischen Ländern übernommen.
Die Bergbausiedlung Komabangou entstand 1999 und zählte anfangs keine 200 Einwohner. Bei der Volkszählung 2001 wurden in Komabangou offiziell bereits 18.679 Einwohner in 2788 Haushalten erfasst. Davon waren 53 % Männer. Schätzungen für den Höhepunkt des Goldrauschs beliefen sich auf etwa 50.000 Einwohner. Das nigrische Bergbauministerium ging im Jahr 2001 davon aus, dass 100.000 Menschen in der Region direkt oder indirekt vom Goldabbau in Komabangou lebten. Im selben Jahr waren im Siedlungsgebiet geschätzt 4000 Grubenschächte vorzufinden.

## Gesundheit und soziale Lage
Die Goldgewinnung geschah anfangs vollständig ohne staatliche Kontrolle. Es gab entsprechend auch keine vorgeschriebene Trennung zwischen Wohn-, Abbau- und Bearbeitungszonen. Im Mai 2000 starben mindestens drei Menschen bei einem Schachteinsturz. Das Bergbauministerium kündigte erstmals 2001 an, sich um die Vergabe erneuerbarer Konzessionen, die Einhaltung von Sicherheitsstandards und die Kontrolle des Vertriebs zu kümmern. Nicht zuletzt mangels Alternativen am Arbeitsmarkt blieb eine strikte Durchsetzung der Regierungsvorhaben aus.
Umstrittene Goldgewinnungstechniken wie der Cyanidprozess führten weiterhin zu einer Verschmutzung der Oberflächengewässer und des Grundwassers. Der Cyanidprozess zeitigte direkte negative Folgen für die Gesundheit der Bevölkerung. Neben der Bodenkontamination durch die für die Goldextraktion verwendeten Chemikalien fügten übermäßige Abholzungen der Vegetation und in weiterer Folge der Tierwelt Schäden zu.
Etwa 100 Kinder und Jugendliche im Alter von zehn bis sechzehn Jahren waren 2005 in der Goldindustrie von Komabangou beschäftigt, wobei es sich um einen – nicht geahndeten – Verstoß gegen die nationale Gesetzgebung zu Kinderarbeit im Bergbau handelte. Zu ihren Arbeiten zählten sowohl der Abbau in den Stollen als auch die Zerkleinerung des Gesteinmaterials und das Sammeln von Wasser für das Sieben des zerkleinerten Gesteins. Die 2002 erbaute Grundschule in der Siedlung wurde 2005 von 140 Kindern besucht. Im Jahr 2011 arbeiteten mindestens 257 Acht- bis Sechzehnjährige illegal in den Minen von Komabangou. Typische Erkrankungen der jungen Arbeiter waren Atemwegserkrankungen infolge ihrer Arbeit, Malaria, Tuberkulose und HIV-Infektionen. Die Entwicklungshilfeorganisation World Vision ist seit 2007 in Komabangou aktiv und führt Projekte zur Gesundheit, Hygiene, Ernährung und Schulbildung von Kindern durch.
Mehr als die Hälfte der Prostituierten in Komabangou war 2005 HIV-infiziert. Die Infektionsrate war doppelt so hoch wie in den Großstädten Niamey, Tahoua und Zinder. Wie die Bergbaustadt Arlit im Norden des Landes entwickelte sich Komabangou zu einem Zentrum des Konsums illegaler Drogen. Niger ist traditionell eher ein Transitland für den Drogenhandel. Den Arbeitern verabreichte Betäubungsmittel-Cocktails sollten ihre Leistungsfähigkeit in den Gruben gewährleisten.
Knapp zwei Drittel der Zuwanderer kamen aus dem Departement Téra selbst, davon über die Hälfte aus der bevölkerungsreichen Landgemeinde Dargol. Rund ein Fünftel war aus anderen Departements Nigers zugezogen. Den Rest machten ausländische Immigranten aus, insbesondere aus Benin, Burkina Faso, Nigeria, Togo und Ghana. Für die Bevölkerung in der Region, die traditionell von Ackerbau und Viehzucht lebt, brachte die Bergbausiedlung einen tiefgreifenden soziokulturellen Wandel mit sich, der sich nicht zuletzt in einer verstärkten Monetarisierung ausdrückte. Den Handel mit Gütern des täglichen Bedarfs und mit Werkzeugen für den Goldabbau übernahmen hauptsächlich Wirtschaftstreibende aus den Städten Niamey und Lomé. Ein Nebenkonflikt entstand zwischen den traditionellen Herrschern (chefs traditionnels) von Kokorou und Dargol, die beide Ansprüche auf das wirtschaftlich interessant gewordene Gebiet von Komabangou erhoben.

## Ende des Booms
In Komabangou war über die Jahre eine grundlegende Infrastruktur aufgebaut worden. Außer einer Schule wurden ein Gesundheitszentrum und eine Apotheke errichtet. Wohnhäuser aus festen Baumaterialien gesellten sich zunehmend zu den einfachen Lehmziegelhäusern und Hütten.
Das Unternehmen Etruscan Resources kehrte in die Region zurück und beteiligte sich an der 2004 in Betrieb genommenen industriellen Samira-Goldmine beim Dorf Tchawa unweit von Komabangou. Die Entdeckung immer neuer Goldlagerstätten in der Region führte dazu, dass der Zustrom nach Komabangou nachließ. Zugleich verließen viele Goldsucher die Siedlung in Richtung der neuen Fundstätten, wenn auch oft ohne ihre Gruben in Komabangou völlig aufzugeben. Bei der Volkszählung 2012 betrug die Einwohnerzahl von Komabangou nur noch 9408 in 1635 Haushalten, mit einem Männeranteil von 61 %. Die Entdeckung einer einzelnen Goldflocke auf dem nahegelegenen Hügel Bourka Bourka zog 2014 Tausende Goldsucher an, die dafür Komabangou den Rücken kehrten.